# Henry Lucy
Henry Lucy, född 5 december 1842, död 20 februari 1924, var en brittisk journalist.
Lucy var under en lång rad av år anställd vid The Daily News, men blev mest känd för sina satiriska parlamentsreferat under signaturen Toby M. P. i skämttidningen Punch. Lucy utgav även de självbiografiska Sixty years in the wilderness (2 band, 1909-12) och The diary of a journalist (3 band, 1920-23).